# Ettlingen
Ettlingen è un comune tedesco di 38 731 abitanti, situato nel land del Baden-Württemberg.
Dalla città di Ettlingen proviene la famiglia di origine ebraica degli Ottolenghi (diffusa in Piemonte e Lombardia), fuggita in Italia in seguito alle espulsioni avvenute tra il XV e il XVI secolo.

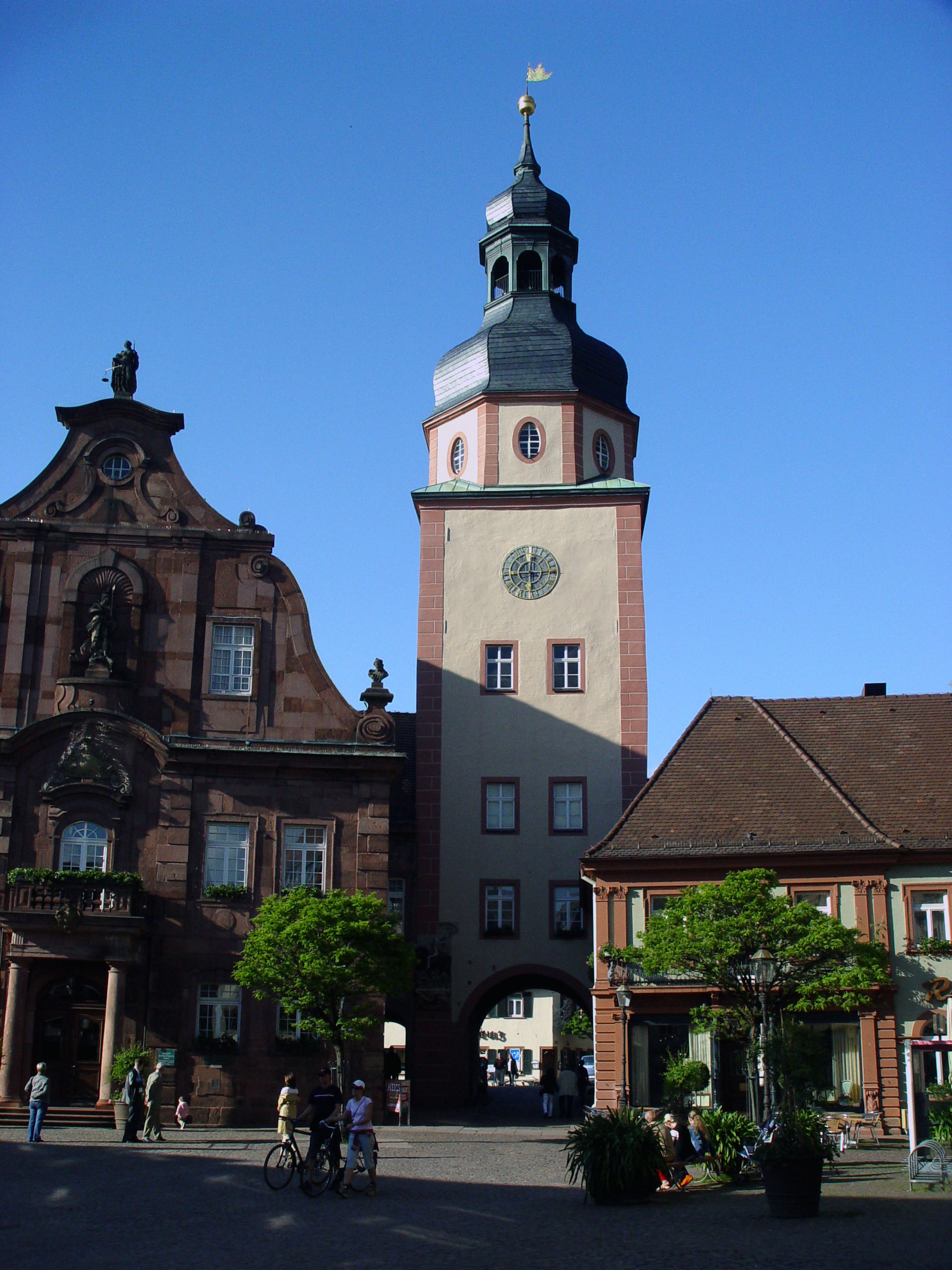
Ettlingen

## Amministrazione

### Gemellaggi
- Épernay, dal 1953
- Middelkerke, dal 1971
- Clevedon, dal 1980
- Löbau, dal 1990
- Gatčina, dal 1992
- Menfi, dal 2007

Ettlingen
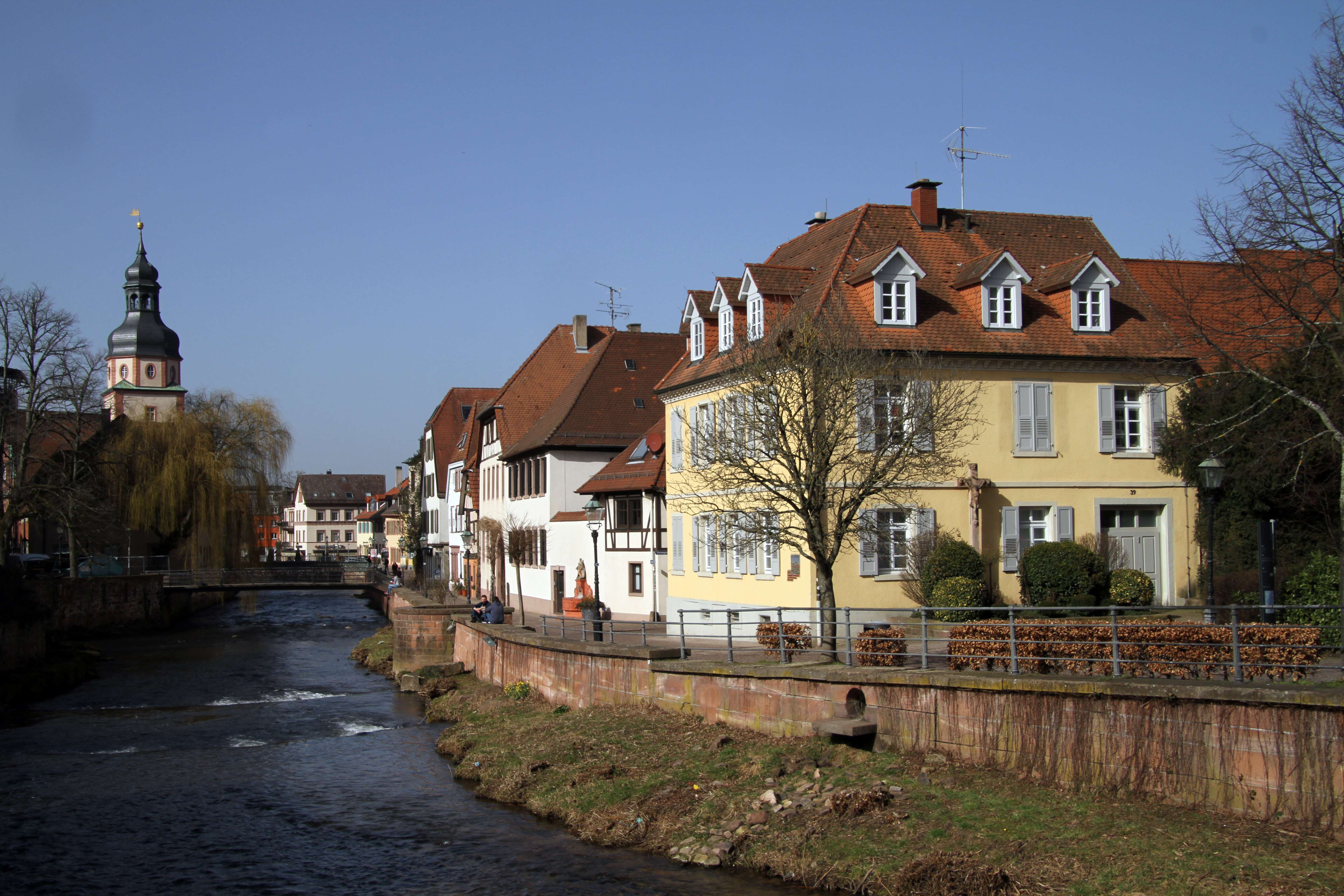
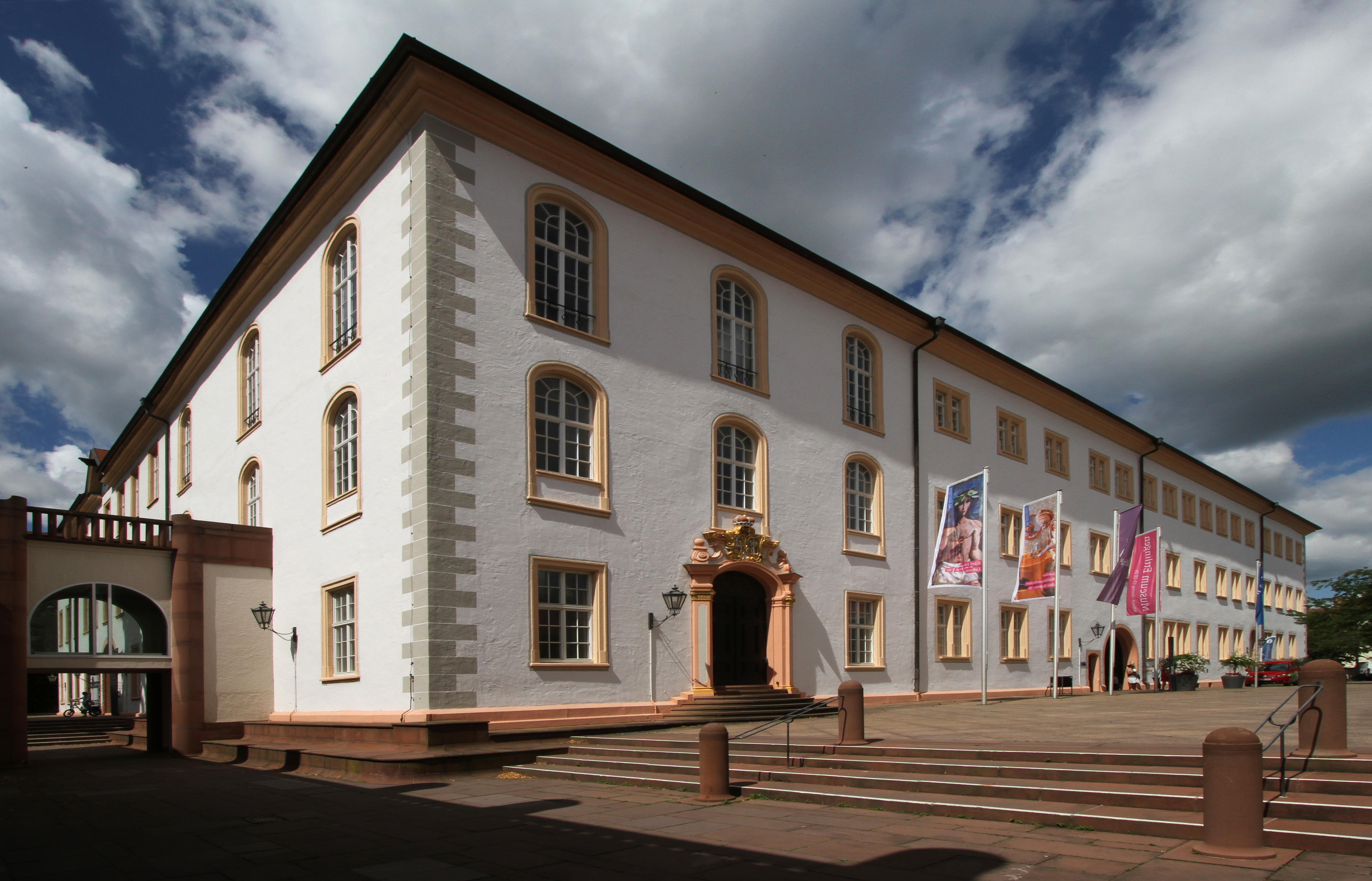
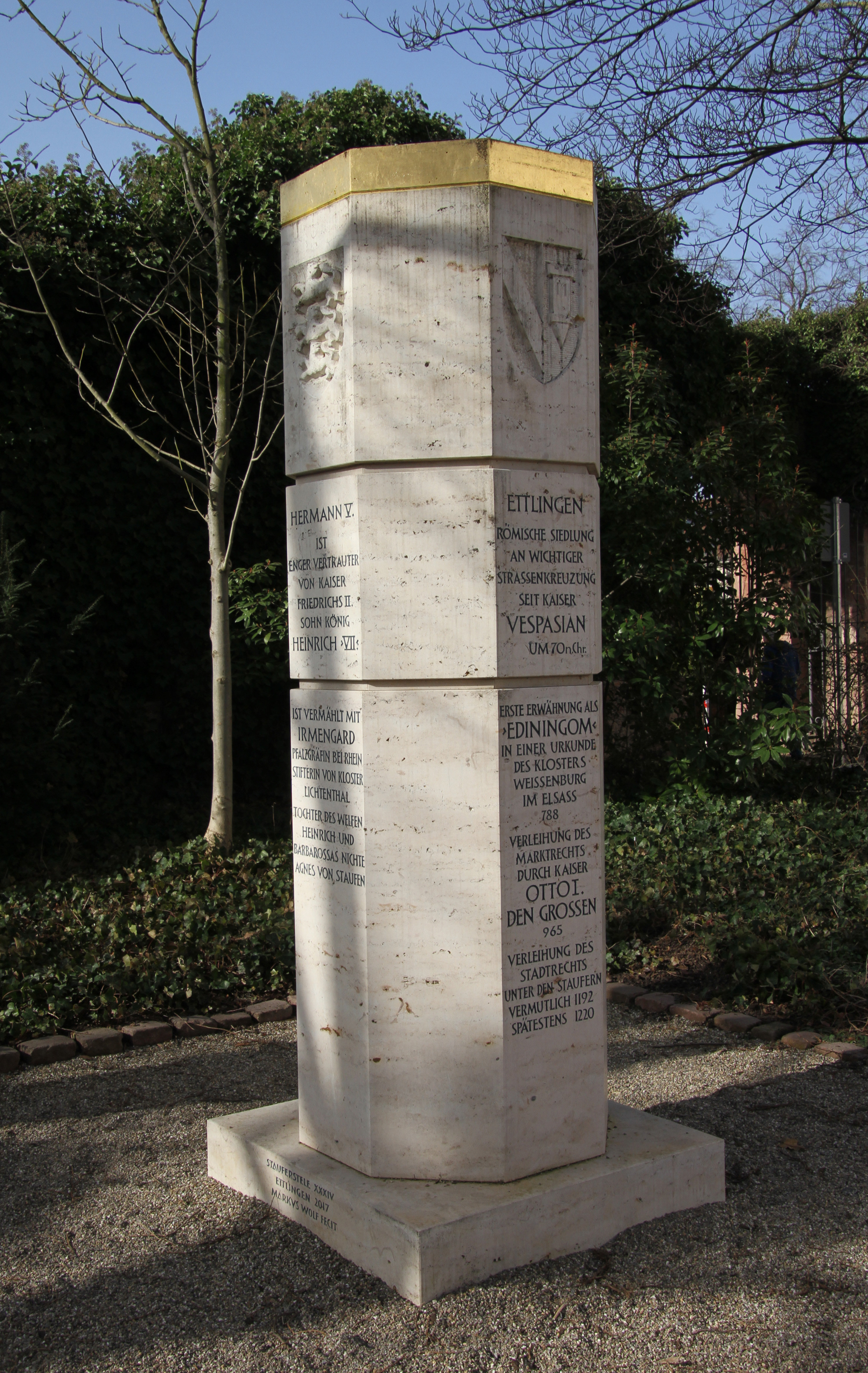
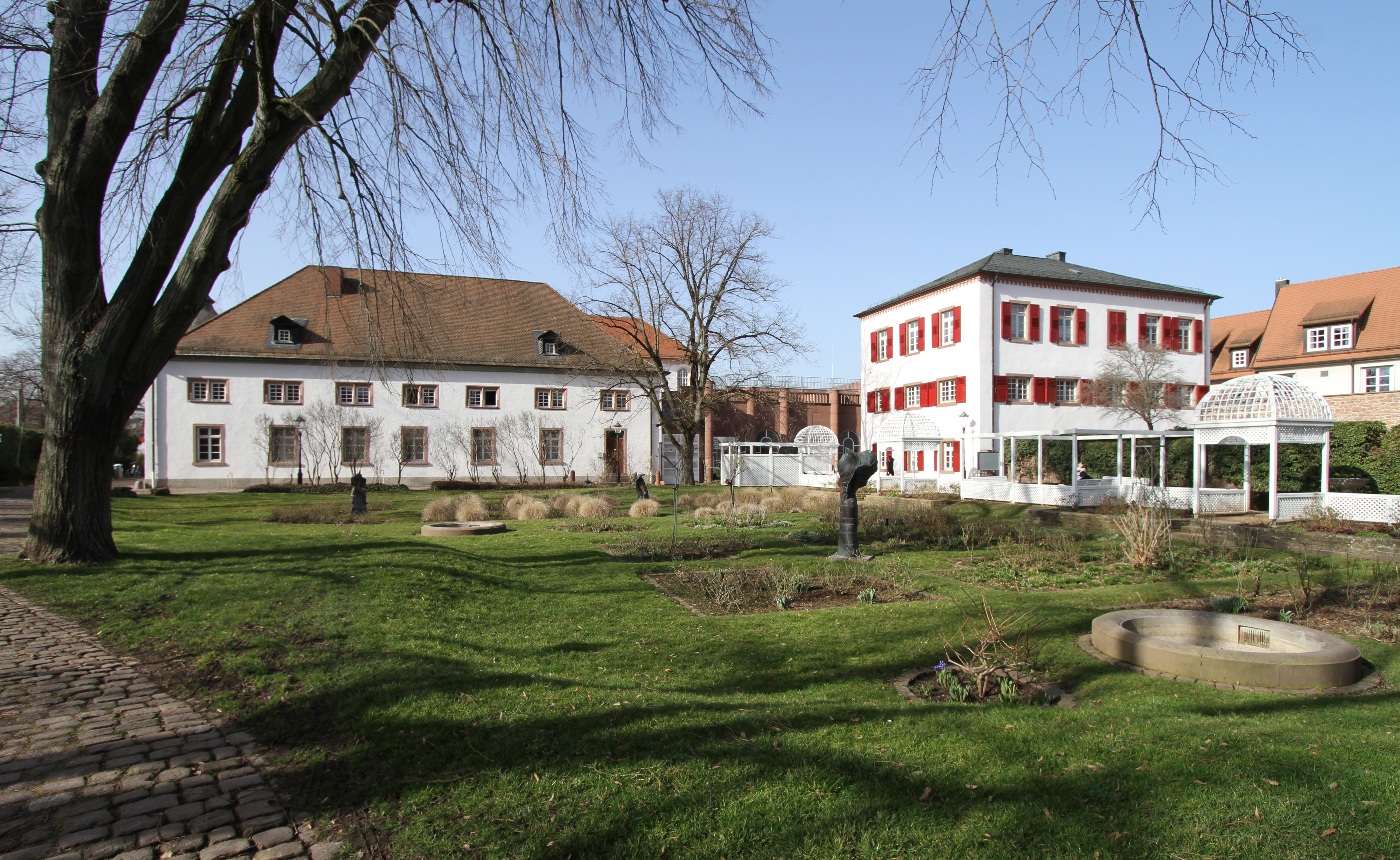
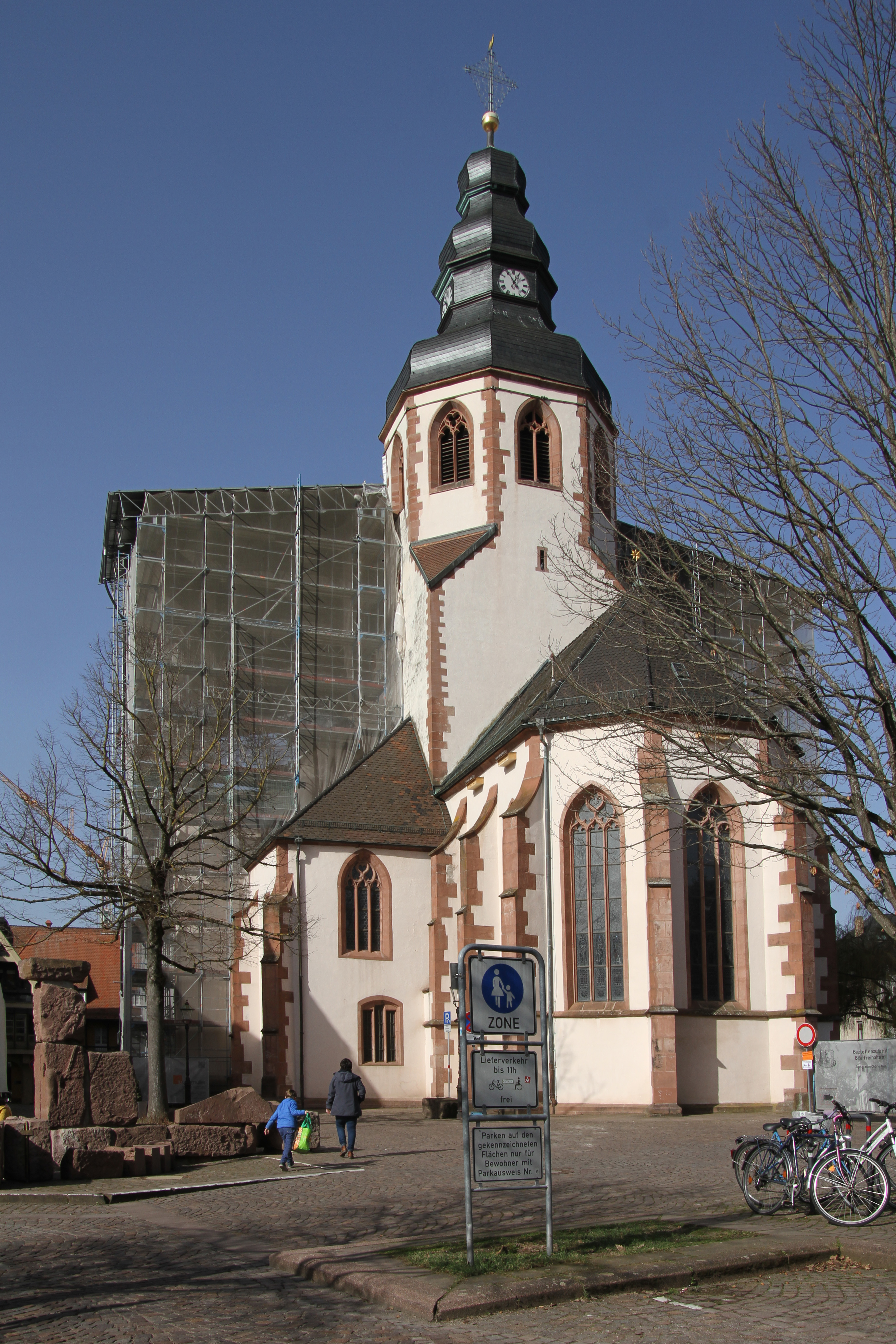
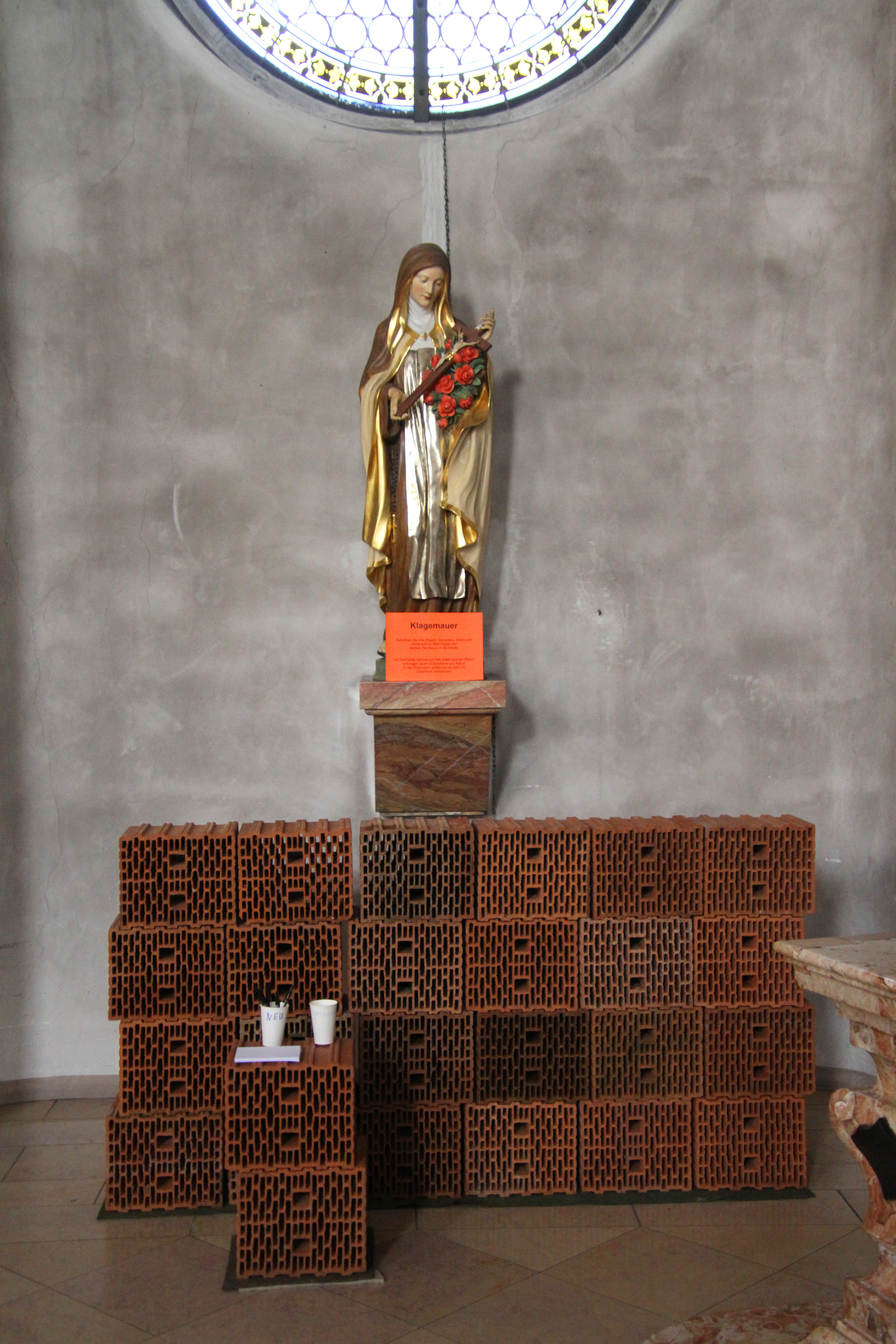
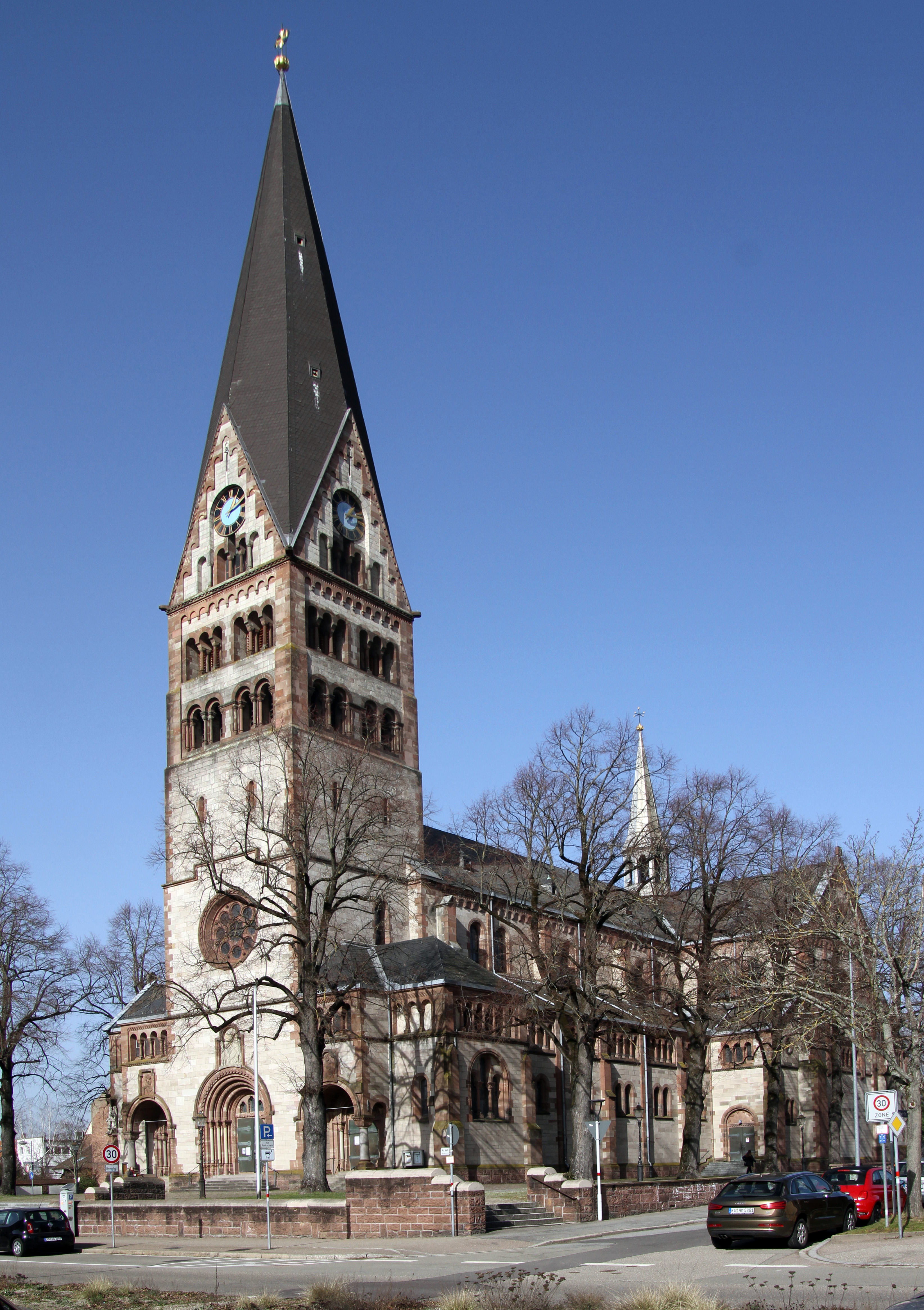
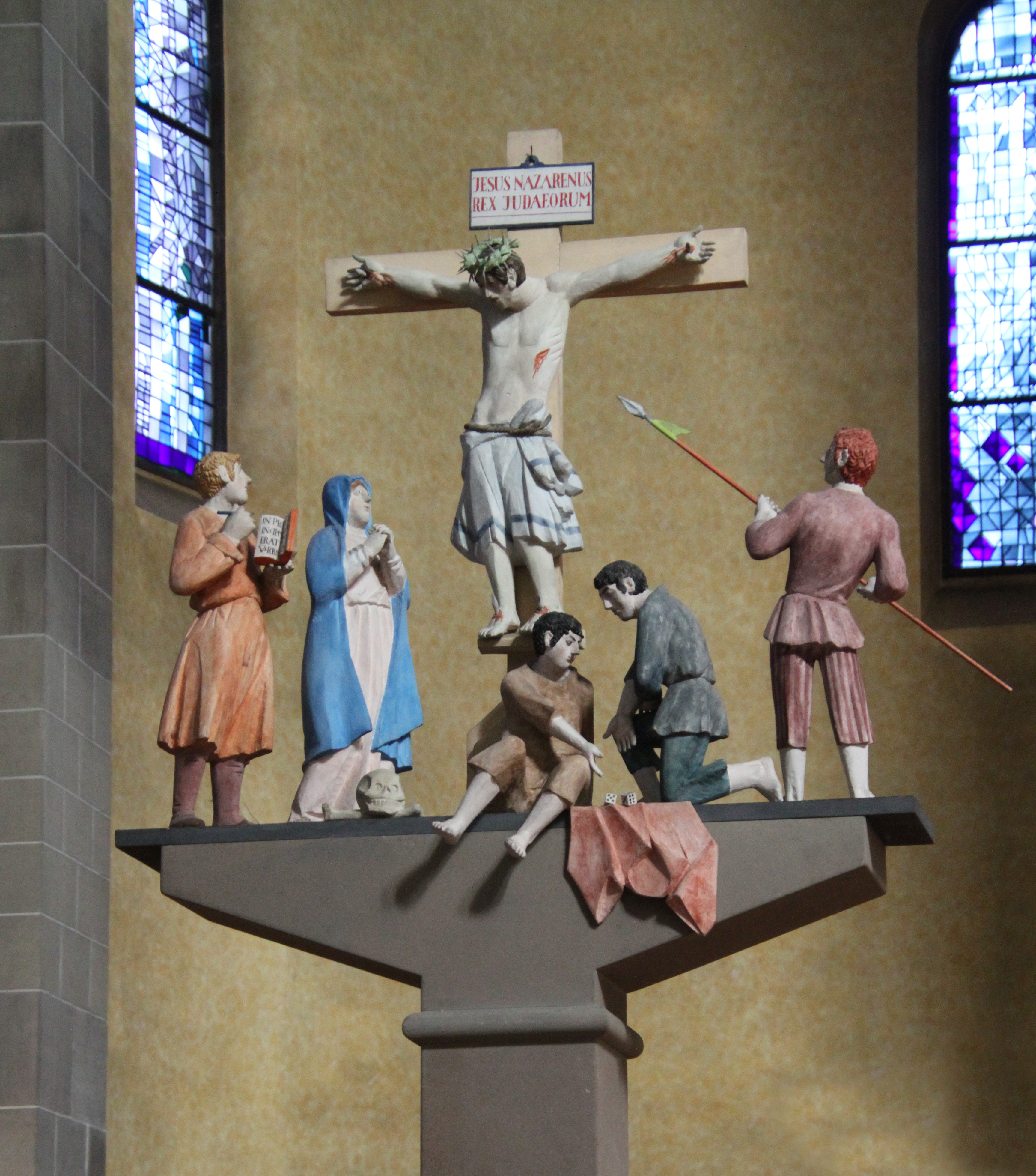
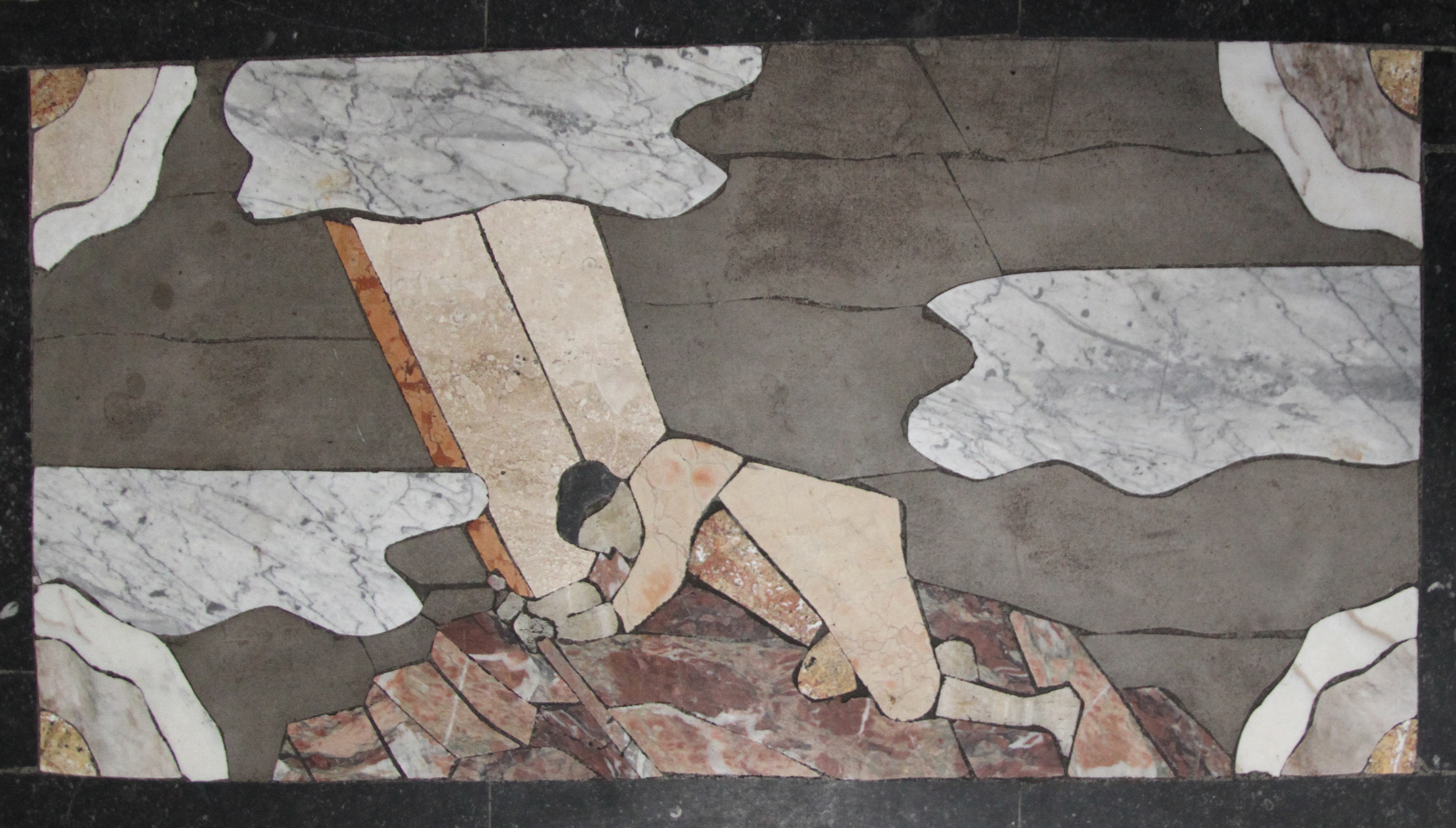